# 563-й истребительный авиационный полк
563-й истребительный авиационный полк — воинская часть Вооружённых Сил СССР в Великой Отечественной войне.

## История наименований
- 563-й истребительный авиационный полк;
- 116-й гвардейский истребительный авиационный полк;
- 116-й гвардейский истребительный авиационный Краснознамённый полк;
- 116-й гвардейский истребительный авиационный Радомский Краснознамённый полк;
- 16-й гвардейский авиационный Радомский Краснознамённый полк истребителей-бомбардировщиков;
- 116-й гвардейский бомбардировочный авиационный Радомский Краснознамённый полк;
- 116-я гвардейская Радомская Краснознамённая авиационная база;
- 116-я гвардейская Радомская Краснознамённая разведывательно-бомбардировочная авиационная база;
- 116-я гвардейская штурмовая авиационная Радомская Краснознамённая база;
- Полевая почта 42048;
- Полевая почта 81776 (с 1953 года).

## История
Сформирован в августе-сентябре 1941 года на аэродромах Клин и Раменское в двухэскадрильном составе, был вооружён истребителями МиГ-3 и И-16. Днём рождения полка считается 12 сентября.
20 сентября 1941 года убыл с места формирования на аэродром Плеханово, вошёл в состав 2-й резервной авиационной группы и переброшен в район Волхов и с этого момента занят в боях по реке Волхов, затем прикрывает наземные войска и штурмует позиции противника в ходе Тихвинских оборонительной и наступательной операций (с последней декады ноября 1941 года в составе ВВС 54-й армии), в районе Волхова, Войбокало. Базировался на аэродроме Плеханово, 7 октября 1941 пополнен двумя МиГами из отводимого в тыл 158-го истребительного полка и на 19 октября 1941 год насчитывал в своём составе 4 МиГ-3 и 7 И-16.
22 января 1942 года полк убыл на переучивание на новую авиационную технику самолёты Як-1 в 8-й запасной авиационный полк, до апреля 1942 года переучен и укомплектован истребителями Як-1. С 13 апреля 1942 года действует на Брянском фронте, с 13 апреля 1942 года по 18 мая 1942 года в составе 8-й ударной истребительной авиагруппы. В июне 1942 года базируется в Орловской области (д. Кунач). На Брянском фронте полком было сбито 24 самолёта противника, потери полка составили 6 лётчиков и 6 самолётов Як-1. После доукомплектования действовал на Воронежском фронте в районе Касторного, где сбил 2 и уничтожил на земле 4 самолёта противника без своих потерь
С конца лета 1942 года, действуя с аэродрома Пролейское, обороняет Сталинград, действуя над ним, а также в районах Котлубань, Ерзовка. На счету полка первый сбитый советскими лётчиками (по крайней мере точно идентифицированный) 22 сентября 1942 года над Котлубанью Henschel Hs-129. В боях за Сталинград полк произвёл 110 воздушных боёв, сбил 57 самолётов противника в воздухе и штурмовыми действиями уничтожил на аэродромах 9 самолётов противника, до двух рот солдат, более 80 автомобилей, 8 паровозов, 16 вагонов, 9 зенитных точек, 2 переправы, потеряв 22 лётчика и 36 самолётов.
9 марта 1943 года полк перебазировался под Курск, откуда действует как до Курской битвы (например 2 июня 1943 года, прикрывая железнодорожную станцию Курск, отражает налёт 50 бомбардировщиков, так и во время неё), а затем поддерживает советское наступление.

## Переименование полка
563-й истребительный авиационный полк 3 сентября 1943 года за образцовое выполнение боевых задач и проявленные при этом мужество и героизм на основании Приказа НКО СССР преобразован в 116-й гвардейский истребительный авиационный полк.

## В действующей армии
В составе действующей армии:
- с 21 сентября 1941 года по 30 января 1942 года
- с 13 апреля 1942 года по 3 сентября 1943 года

## Подчинение
| Период        | Фронт (округ)             | армия                | корпус                           | дивизия                                  | примечание                                                             |
| ------------- | ------------------------- | -------------------- | -------------------------------- | ---------------------------------------- | ---------------------------------------------------------------------- |
| 01.10.1941 г. | Ленинградский фронт       | -                    | 2-я резервная авиационная группа | -                                        | -                                                                      |
| 01.11.1941 г. | Ленинградский фронт       | -                    | 2-я резервная авиационная группа | -                                        | -                                                                      |
| 01.12.1941 г. | Ленинградский фронт       | 54-я армия           | -                                | -                                        | -                                                                      |
| 01.01.1942 г. | Ленинградский фронт       | 54-я армия           | -                                | -                                        | -                                                                      |
| 01.02.1942 г. | Резерв Ставки ВГК         | -                    | -                                | -                                        | -                                                                      |
| 01.03.1942 г. | Приволжский военный округ | -                    | -                                | -                                        | -                                                                      |
| 01.04.1942 г. | Приволжский военный округ | -                    | -                                | -                                        | -                                                                      |
| 01.05.1942 г. | Ставка ВГК                | -                    | 8-я ударная авиационная группа   | -                                        | некоторое время в мае действовал в составе 208-й смешанной авиадивизии |
| 01.06.1942 г. | Брянский фронт            | 2-я воздушная армия  | -                                | 205-я истребительная авиационная дивизия | -                                                                      |
| 01.07.1942 г. | Брянский фронт            | 2-я воздушная армия  | -                                | 205-я истребительная авиационная дивизия | -                                                                      |
| 01.08.1942 г. | Воронежский фронт         | 2-я воздушная армия  | -                                | 205-я истребительная авиационная дивизия | -                                                                      |
| 01.09.1942 г. | Воронежский фронт         | 2-я воздушная армия  | -                                | 205-я истребительная авиационная дивизия | -                                                                      |
| 01.10.1942 г. | Донской фронт             | 16-я воздушная армия | -                                | 283-я истребительная авиационная дивизия | -                                                                      |
| 01.11.1942 г. | Донской фронт             | 16-я воздушная армия | -                                | 283-я истребительная авиационная дивизия | -                                                                      |
| 01.12.1942 г. | Донской фронт             | 16-я воздушная армия | -                                | 283-я истребительная авиационная дивизия | -                                                                      |
| 01.01.1943 г. | Донской фронт             | 16-я воздушная армия | -                                | 283-я истребительная авиационная дивизия | -                                                                      |
| 01.02.1943 г. | Донской фронт             | 16-я воздушная армия | -                                | 283-я истребительная авиационная дивизия | -                                                                      |
| 01.03.1943 г. | Центральный фронт         | 16-я воздушная армия | -                                | 283-я истребительная авиационная дивизия | -                                                                      |
| 01.04.1943 г. | Центральный фронт         | 16-я воздушная армия | -                                | 283-я истребительная авиационная дивизия | -                                                                      |
| 01.05.1943 г. | Центральный фронт         | 16-я воздушная армия | -                                | 283-я истребительная авиационная дивизия | -                                                                      |
| 01.06.1943 г. | Центральный фронт         | 16-я воздушная армия | -                                | 283-я истребительная авиационная дивизия | -                                                                      |
| 01.07.1943 г. | Центральный фронт         | 16-я воздушная армия | -                                | 283-я истребительная авиационная дивизия | -                                                                      |
| 01.08.1943 г. | Центральный фронт         | 16-я воздушная армия | -                                | 283-я истребительная авиационная дивизия | -                                                                      |
| 01.09.1943 г. | Центральный фронт         | 16-я воздушная армия | -                                | 283-я истребительная авиационная дивизия | -                                                                      |

## Командиры полка
- капитан, майор, подполковник Ненашев Василий Иванович[6], 12.09.1941 — 26.01.1944
- подполковник Елисеев Фёдор Дмитриевич[6], 02.04.1944 — 08.1944
- майор Бывшев Виктор Иович[6], 20.10.1944 — 31.12.1945

## Первая воздушная победа полка
Первая известная воздушная победа полка в Отечественной войне одержана 23 сентября 1941 года: командир полка, майор Ненашев В. И., пилотируя МиГ-3, в воздушном бою в р-не ж/д станций Жихарево и Назия сбил 2 самолёта противника: бомбардировщик Ju-88 и истребитель Ме-109.

## Отличившиеся воины полка
| Награда | Ф. И.О.                       | Должность           | Звание            | Дата награждения | Данные о вылетах                                                                        | Примечания                                              |
| ------- | ----------------------------- | ------------------- | ----------------- | ---------------- | --------------------------------------------------------------------------------------- | ------------------------------------------------------- |
|         | Найдёнов, Николай Алексеевич  | командир эскадрильи | старший лейтенант | 24.08.1943       | Всего за войну более 500 боевых вылетов, лично сбил 26 и в группе 3 вражеских самолёта. |                                                         |
|         | Ченский, Владимир Никифорович | командир эскадрильи | капитан           |                  |                                                                                         | 19.09.1942 совершил таран над Сталинградом, остался жив |

- Оборин Александр Васильевич, майор, командир эскадрильи 563-го истребительного авиационного полка 283-й истребительной авиационной дивизии, удостоен звания Герой Советского Союза будучи командиром 438-го истребительного авиационного полка 205-й истребительной авиационной дивизии 7-го истребительного авиационного корпуса 2-й воздушной армии 10 апреля 1945 года. Посмертно.

## Самолёты на вооружении
| Период      | Самолёты |
| ----------- | -------- |
| 1941 — 1942 | И-16     |
| 1941 — 1942 | МиГ-3    |
| 1942 — 1944 | Як-1     |